# Fernão Álvares de Almeida
Fernão Álvares de Almeida foi cavaleiro de Avis, vedor da Fazenda, Comendador de Vila Viçosa e Juromenha, membro do Conselho Real durante o reinado de D. João I, cavaleiro da Ordem de Avis e/ou da Ordem de Cristo(?). Contudo, terá sido mais conhecido como aio dos infantes D. Duarte I de Portugal e D. Pedro, Duque de Coimbra, filhos do monarca. Foi o primeiro dos «Almeidas» a reunir bens e direitos na região de Abrantes, iniciando a acumulação de património que viria a constituir a Casa de Abrantes..
O seu herdeiro foi o seu filho Diogo Fernandes de Almeida, alcaide-mor de Abrantes, sendo avô de D. Lopo de Almeida, 1º Conde de Abrantes.

## Ligações
D. Lopo de Almeida - Memórias do 1º Conde de Abrantes